# 辽阳府
辽阳府，辽朝时设置的府。
会同元年（938年）置，治所在辽阳县（今辽宁省辽阳市）。辖境约当今辽宁省辽阳市附近。元朝时改置辽阳路，屬遼陽行省。清朝顺治十年（1653年）复置府，十四年移治瀋阳县，改属奉天府。

## 历任长官
辽朝东京留守
- 耶律觌烈（928年—935年）
- 耶律和里（939年—946年）
- 耶律隆先（971年—979年）
- 耶律抹只（983年—988年）
- 萧恒德（988年—995年）
- 耶律斡腊（996年）
- 萧排押（997年—1004年）
- 耶律弘古（1005年—1009年）
- 耶律隆祐（1010年—1012年）
- 耶律团石（1013年—1014年）
- 善宁（1015年）
- 萧惠（1015年—1016年）
- 耶律八哥（1018年—1026年）
- 耶律遂正（1027年前）
- 萧孝先（1027年—1029年）
- 萧孝穆（1030年）
- 萧阿姑轸（1031年）
- 萧惠（1032年—1033年）
- 萧普古（1034年）
- 萧朴（重熙初年）
- 萧姑轸（1037年）
- 萧撒八（1041年）
- 萧孝忠（1038年—1042年）
- 萧塔列葛（1039年）
- 耶律侯哂（1039年—1040年）
- 耶律吾扎（1041年）
- 萧孝友（1043年—1044年）
- 萧塔列葛（1045年—1046年）
- 萧阿剌（1046年—1047年）
- 耶律仁先（1048年—1050年）
- 萧孝友（1055年—1056年）
- 耶律貼不（1057年—1059年）
- 萧阿剌（1060年—1061年）
- 耶律宗福（1062年前）
- 耶律弘世（1087年前）
- 耶律沤里思（1096年前）
- 耶律何鲁扫古（1100年）
- 耶律淳（1103年—1106年）
- 萧保先（1114年—1116年）[1]

金朝东京留守、辽阳尹
- 完颜斡论（1116年—1117年）
- 完颜什古乃（1123年—1125年）
- 完顏宗雋（1136年—1138年）
- 完顏宗敏（1143年—1144年）
- 蒲察石家奴（1145年—1146年）
- 完顏宗懿（1147年—1150年）
- 徒单阿里出虎（1150年）
- 完颜晏（1150年—1151年）
- 完颜亨（1152年）
- 大㚖（1152年—1155年）
- 完颜雍（1155年—1161年）
- 乌延蒲卢浑（1162年）
- 张浩（1163年）
- 完颜思敬（1163年）
- 完颜元宜（1164年—1166年）
- 徒单合喜（1167年—1169年）
- 完颜谋衍（1170年—1171年）
- 石抹荣（1171年—1172年）
- 完颜彀英（1172年—1173年）
- 完颜宗尹（1174年—1175年）
- 徒单克宁（1176年—1177年）
- 徒单贞（1179年—1182年）
- 完颜永功（1183年—1185年）
- 粘割斡特剌（1196年—1197年）
- 徒单镒（1209年—1211年）
- 移剌福僧（1212年）
- 蒲察郑留（1214年—1106年）
- 纥石烈德（1215年）
- 完顏阿里不孫（1216年—1217年）
- 夹谷必兰（1218年）
- 温迪罕哥不霭（1219年—1230年）[2]